# Entente
Entente (rettelig: entente-cordiale, af fransk: hjertelig forståelse) bruges i det diplomatiske sprog om forholdet mellem to eller flere stater, som er indstillet på at følge samme politik i forskellige, vigtige anliggender, og som først vil foretage sig noget i sagen efter gensidig rådførsel. Derimod har staterne ikke lavet formelle aftaler om deres politik i disse sager.
Mest kendt blandt sådanne arrangementer er ententemagterne under 1. verdenskrig. Storbritannien og Frankrig indgik en overenskomst den 8. april 1904. Målet med den var i første omgang en løsning på interessekonflikten mellem de to lande om koloniområderne i Afrika. I 1907 tiltrådte Rusland denne aftale, sådan at der opstod et nyt begreb: Tripelententen. Dermed var det forbund skabt, som stod på den ene side af konflikten i den 1. Verdenskrig, mens det Tyske kejserrige og Østrig-Ungarn stod på den anden.